# Закон Швеции об именах
Зако́н Шве́ции об имена́х (швед. Namnlagen) — закон Швеции, регулирующий имена, которые допустимо давать детям и на которые допустимо изменять имена взрослым.
Впервые требования к именам появились в Указе об Именах, изданном 5 декабря 1901 года, в основном для того, чтобы предотвратить присваивание детям из неблагородных семей благородных фамилий. Текст указа неоднократно изменялся. В 1963 году указ был заменён законом об именах. Регистрацией имён в Швеции занимается Шведское налоговое агентство. В 1983 году в закон были внесены очередные изменения, позволяющие мужчинам брать имена своих жён или спутниц, равно как и женщинам брать имя мужа.
Закон, в частности, гласит: имя не может быть присвоено, если оно может вызвать неудобство или предполагаемый дискомфорт при использовании, или если имя очевидно не является подходящим. Закон действует равно как при присвоении имени ребёнку родителями, так и при смене имени взрослыми. При смене имён как минимум одно из старых должно быть сохранено, при этом имя допускается изменять лишь один раз. Закон ничего не говорит об именах, использующихся в быту, но налоговое агентство регистрирует такие имена по мере необходимости.
Известно несколько спорных случаев с именами детей, получивших освещение в прессе. Широкую известность получил отказ властей Швеции зарегистрировать имя Brfxxccxxmnpcccclllmmnprxvclmnckssqlbb11116, также было отказано в регистрации Allah, Elvis, Ikea, Superman, Veranda и имени из одной буквы Q. В то же время дети с именами Metallica, Lego и Google были зарегистрированы.